# اغوزداربن (مقاطعة كلاردشت)
اغوزداربن (بالفارسية: اغوزداربن) هي قرية تقع في قسم بيرون‌بشم الريفي (مقاطعة كلاردشت) في إيران. يقدر عدد سكانها بـ 247 نسمة بحسب إحصاء 2016.